# 31 Pegasi
31 Pegasi, som är stjärnans Flamsteed-beteckning, är en ensam stjärna belägen i den mellersta delen av stjärnbilden Pegasus, som också har variabelbeteckningen IN Pegasi. Den har en genomsnittlig skenbar magnitud på ca 4,99 och är svagt synlig för blotta ögat där ljusföroreningar ej förekommer. Baserat på parallaxmätning inom Hipparcosuppdraget på ca 2,0 mas, beräknas den befinna sig på ett avstånd på ca 1 600 ljusår (ca 500 parsek) från solen. Den rör sig närmare solen med en heliocentrisk radialhastighet av ca -5,3 km/s.

## Egenskaper
31 Pegasi är en Be-stjärna och en blå till vit underjättestjärna av spektralklass B2 IV-Ve. Den har en massa som är ca 13 solmassor, en radie som är ca 10 solradier och utsänder ca 28 gånger mera energi än solen från dess fotosfär vid en effektiv temperatur på ca 23 900 K.
31 Pegasi eller IN Pegasi, är en eruptiv variabel av Gamma Cassiopeiae-typ (GCAS), som varierar mellan visuell magnitud +4,60 och 5,05 utan någon fastställd periodicitet och är en typ av skalstjärna med en kringliggande gasskiva, som omger stjärnan vid ekvatorn.